# Anuncio

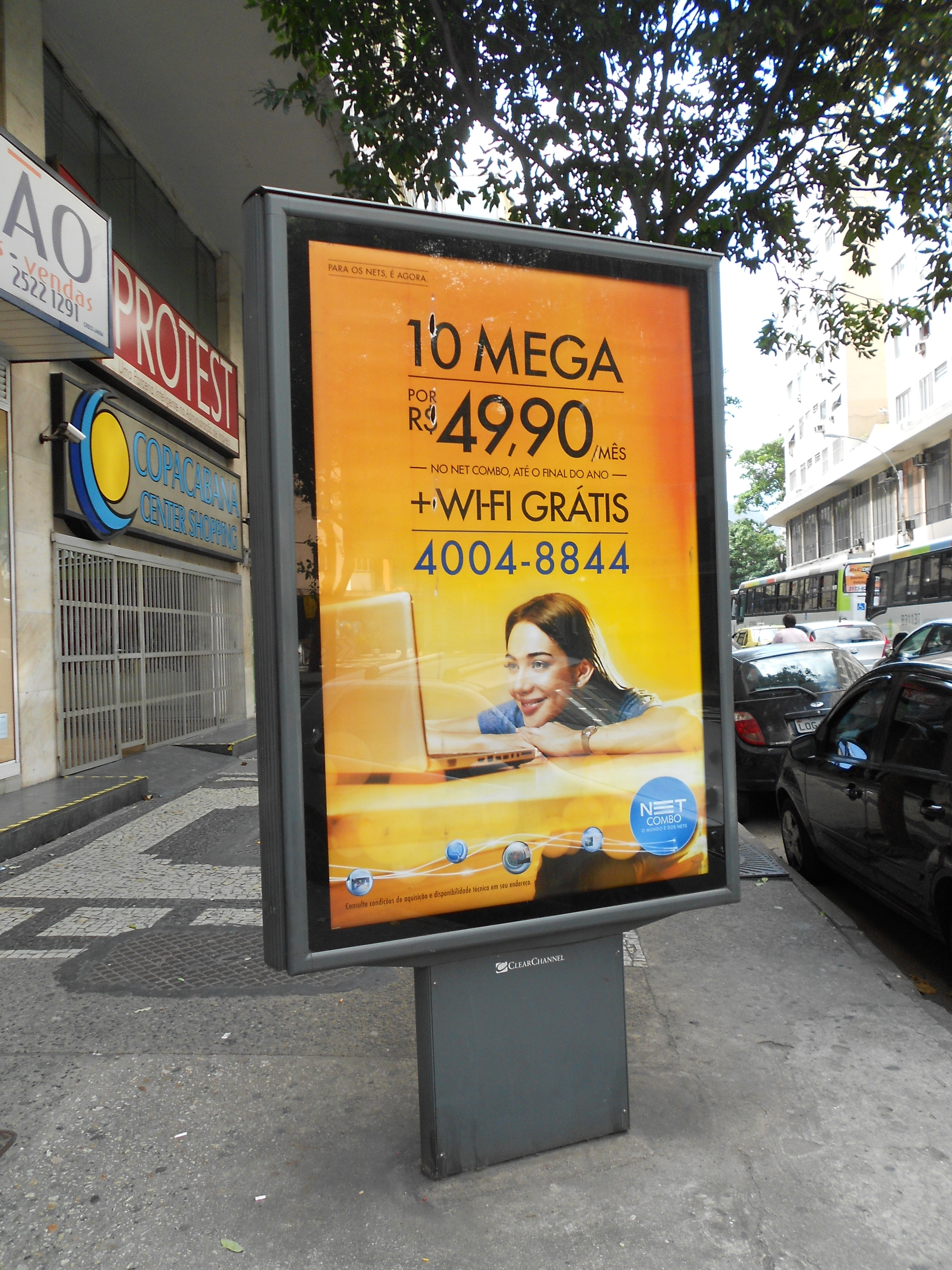
Un anuncio publicitario, en Río de Janeiro.

Un anuncio publicitario es un soporte visual, auditivo o audiovisual de breve duración que transmite un mensaje, generalmente centrado en un producto o en un servicio, con fines publicitarios. En Hispanoamérica se usa más la palabra comercial de manera coloquial para referirse a los anuncios publicitarios de radio y televisión, mientras que en España también se usa cuña. Los anuncios que se emiten tienen fines comerciales (el ejemplo son los anuncios utilizados por la publicidad de servicio público, la publicidad de instituciones u otros tipos de publicidad no comercial). Los anuncios pueden estar también al servicio de la llamada publicidad política. 
El anuncio publicitario es un mensaje que se hace con la intención de que las personas puedan conocer un producto, hecho, acontecimiento o algo similar. Por eso, los anuncios publicitarios forman parte de las compañías, debido a que los anuncios están vinculados con un propósito convincente y están encauzados a la promoción de artículos, los productos y los servicios.[cita requerida]
Las características de los anuncios varían, según los medios:
- Televisión: es el medio ideal para la difusión de estos mensajes, ya que se dispone de soporte visual.
- Pieza gráfica: en lo que respecta a la prensa escrita o en revistas, al carecer del poder seductor del anuncio televisivo y del poder de argumentación que da la voz en una cuña, suelen explotar más la imagen de marca del producto a vender; de igual modo, en la vía pública, donde tiene el fuerte en que se pueden confeccionar anuncios con relieve para atraer más atención en el mensaje.
- Anuncio digital: los formatos digitales han ido evolucionando a lo largo del tiempo para llegar a tomar gran parte del mercado tradicional como los dos anteriores mencionados. Estos anuncios tienen como objetivo aparecer en medios digitales, como páginas web, redes sociales o aplicaciones móviles, utilizando los mismos formatos de vídeo, GIF o piezas gráficas adaptadas a estos medios.[cita requerida]

Los anuncios se pueden clasificar en sociales, particulares, comerciales, políticos, etcétera.[cita requerida]

## Historia
Uno de los primeros anuncios de televisión de la historia fue transmitido el 1 de julio de 1941 a las 14:29 horas, en Estados Unidos. El comercial, que duraba tan solo 10 segundos, pertenecía a la marca de relojes Bulova, fundada en 1875. Esta no solo fue pionera en el mundo de la publicidad en televisión, sino que también ha pasado a la historia por haber fabricado el primer reloj de bolsillo electrónico, el Bulova Accutron.
Este spot consistía en una imagen de un reloj sobre un mapa de Estados Unidos y una voz en off que decía “America runs on Bulova time” (América corre en el tiempo de Bulova). Fue emitido en WNBT, un canal de Nueva York, durante una retransmisión de un partido de béisbol entre los equipos Brooklyn Dodgers y Philadelphia Phillies.
En aquella época decidieron apostar por aquella forma de publicidad para probar una herramienta “pionera” en su tiempo.    
Este comercial fue un éxito y generó que muchas compañías siguieran los pasos de Bulova, a pesar de que no eran muchas las familias que contaban con un televisor en la ciudad de Nueva York en aquel entonces. Entre estas se encontraban Pan American World Airways, Firestone Tire y Gimbel’s Department Store.
La empresa de relojes pagó la cifra de nueve dólares por su emisión (cuatro en concepto de creación del anuncio y cinco como tasa para la emisora), llegando tan solo a mil personas, algo normal teniendo en cuenta que en esa época eran 4000 los hogares de aquellos privilegiados que tenían televisión en la ciudad de Nueva York y que podían sintonizarla.                                                                                               
Como es lógico, la publicidad en los años cuarenta estaba dominada por la radio y la prensa, y obviamente Bulova ya había lanzado su campaña anteriormente en estos medios. De hecho, el primer anuncio de radio de los Estados Unidos también fue de los pioneros publicistas de Bulova.
Otro gran paso en la historia de los comerciales de televisión ocurrió en la década de 1960. Un ejecutivo de la NBC sugirió transmitir anuncios de aproximadamente 1 minuto de duración durante lo que hoy conocemos como cortes comerciales, generando una manera mucho más efectiva de llegar al público. 
La evolución de la publicidad en la televisión seguiría un poco a la de la radio, planteándose en un primer momento como patrocinios de los programas, pero el spot fue lo que de verdad triunfó al ser más barato: los anunciantes no imponían sus criterios como patrocinadores del programa y además los pequeños mensajes daban más rentabilidad. 
Así que los resultados fueron anuncios y más anuncios. 
Hasta que llegó su regulación, las cadenas organizaban libremente sus emisiones. Después se firman acuerdos para hacer compatibles los derechos de todos los implicados: cadenas, anunciantes y espectadores. 
La inversión en publicidad televisiva crecía ante la mirada melancólica de otros medios como la radio, revistas o el cine que veían bajar sus presupuestos. 
Con la llegada de la década de 1960, la oferta fue más allá de la demanda, por lo que fue necesario segmentar el mercado y diferenciar los productos. Se detuvo la producción en masa y comenzaron a fabricarse productos que podían venderse. La "filosofía de producción" comenzó a evolucionar hacia una "filosofía de marketing". La publicidad se centra en los atributos, mostrando las ventajas del producto y las características del segmento de mercado seleccionado. Esta tendencia continuará hasta finales del siglo XX (spot de Citroën, 1972).
Desde que en julio de 1941 se transmitió el primer spot, la estética, la narrativa y los recursos fueron cambiando hasta que en 1984 se emitió uno de los mejores spots televisivos de la historia. Este anunciaba el lanzamiento del Macintosh 128K de Apple. 
Aparece por primera vez en la pequeña pantalla lo que hoy se denomina storytelling. Ya no se describe un producto, se empieza a narrar una historia con personajes y emociones. Ya no se habla de cualidades, las marcas pasan a vender un estilo de vida en sí mismo.
Cerca del siglo XXI, aunque la publicidad sigue centrada en el producto, el enfoque ya no enlaza tan directamente con los atributos. El consumidor tiene más información, está más formado y busca algo más que buenas prestaciones. Las marcas buscan que el consumidor se identifique con ellas.
Llegó el año 2000 y los publicistas cambiaron, ya que se dieron cuenta de que la asociación de emociones es más fuerte y duradera en la mente del consumidor que el recuerdo de atributos. Había que hacer sentir con la publicidad, y BMW lanzó una campaña en este sentido que marcaría un hito.
En consecuencia de la revolución de la web, el auge de las redes sociales, el nacimiento de la figura del prosumidor, la comunicación bidireccional entre marca y cliente, la microsegmentación del mercado de forma casi individualizada, la hiperconectividad, la sociedad multipantalla, la publicidad y las acciones de marketing siguen adaptándose y ahora están totalmente centradas en el consumidor. Porque el consumidor ahora tiene más poder de decisión que nunca; por eso se le pide que opine, cree y participe.

## Tipos
Los anuncios dependen del público que los vaya a ver, por ello existen diferentes tipos de spots. Estos tipos están condicionados por los diferentes factores que pueden variar a la hora de crear un anuncio: la franja horaria en la que se va a emitir, la edad de la audiencia, el lugar donde se va a emitir, el tiempo que va a durar acorde al mensaje que se quiere transmitir, entre otros.
Testimoniales: Los spots testimoniales son aquellos en los que aparece un cliente del producto o servicio y da su opinión de este. También pueden aparecer expertos acreditando credibilidad o algún personaje famoso hablando del producto consiguiendo llamar la atención de la audiencia. 
Escenas Cotidianas: En este tipo, de normal aparece un actor presentándonos una escena cotidiana en la que normalmente ocurre un problema del día a día y nos muestra las ventajas del producto. 
Problema-Solución: En el spot se muestra un problema y posteriormente muestran la solución. Este es uno de los tipos más utilizados. 
Razones: Este tipo de spots trata de convencer al espectador de la función del servicio o producto dando diferentes razones por las que debería de adquirirlo. Según las estadísticas este tipo de spots son de los que más eficacia tiene, por encima de la media. 
Personajes: Los spots publicitarios con personajes son muy usuales, la mayoría de las marcas tienen un personaje característico para poder reconocer la marca fácil y visualmente. 
Comparación: En el tipo de comparación las marcas tratan de comparar su producto o su servicio con otras marcas (las más vendidas, de marca blanca…) que tengan la misma función mostrando mejores resultados y mejor funcionalidad. 
Emoción: Los spots de emoción utilizan los sentimientos o la nostalgia para afectar directamente al espectador y conectar con el. Suelen estar acompañados de música y consiguen apelar al receptor. 
Analogía: Este tipo suele ser utilizado cuando es difícil demostrar la funcionalidad de un producto, se trata de buscar la asociación de ideas con el producto.

## Función
Función informativa: Su objetivo es dar a conocer un producto y, para ello recurre no sólo a la imagen, sino también al texto y/o la palabra.
Función financiadora: La  publicidad es uno de los principales medios de financiación para todos los medios de comunicación. Muchas veces, esta dependencia de la publicidad condiciona a los propios programas de televisión.
Función sustitutiva: La publicidad representa una imagen manipulada de la realidad, por ejemplo, un anuncio de tabaco nunca va a presentar la realidad de las consecuencias que puede producir su consumo, sino que lo asocia con emociones y sentimientos como placer, aventura o conquista. 
Función estereotipadora: Se tiende a unificar gustos, hábitos de comportamiento y de vida. La publicidad no solo influye en la elección de lo que se compra sino en la interiorización de ideas y pautas de conducta. Es decir, además de promocionar productos, la publicidad nos ofrece modelos de vida y referentes culturales.
Función creativa: Los spots publicitarios se han convertido en una vertiente más de la creación artística, sobre todo en televisión, donde muchos directores de cine han desarrollado una labor creativa muy importante. Aun así, no debemos dejarnos llevar por la posición vanguardista de estos spots que casi siempre esconden una idea conservadora.